# Fort Fork

Älvmötet där Fort Fork anlades.

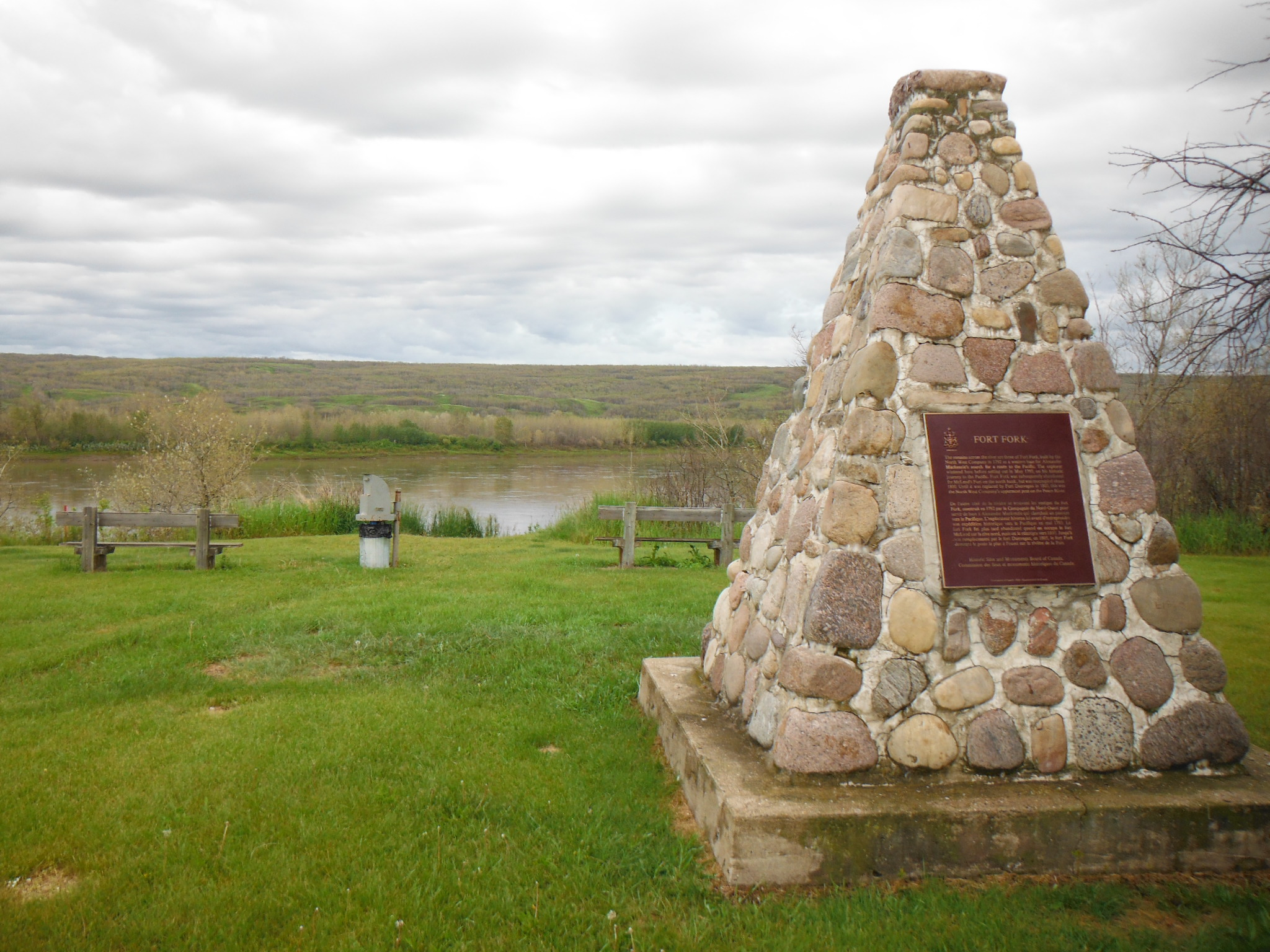
Röset vid platsen för Fort Fork.

Fort Fork var en handelsstation som anlades av Nordvästkompaniet 1792 vid sammanflödet av Peace River och Smoky River i Alberta. Idag är det ett historiskt minnesmärke.

## Handelsstationen
Fort Fork anlades på hösten 1792 som utgångspunkt för Alexander Mackenzies expedition till Stilla Havet. Expeditionen övervintrade vid fortet och påbörjade sin färd på våren 1793. Forten användes därefter som en provisorisk depå för Nordvästkompaniet till dess sammanslagning med XY Company 1805, då det lades ned. Fortet var känt för goda levnadsbetingelser med rymliga bostäder och en omfattande köksträdgård.

## Historiskt minnesmärke
Idag finns bara arkeologiska lämningar efter fortet. Platsen markeras av ett röse uppfört i samband med att den blev ett historiskt minnesmärke 1928.